# Neogrammatici
De Neogrammatici (of Junggrammatiker of Neogrammarians) was een groep taalkundigen die zich manifesteerde aan het eind van de negentiende eeuw. Door de Neogrammatici werd bewust geprobeerd een breuk te scheppen met de historische taalkunde die zij te weinig wetenschappelijk gefundeerd vonden. Zij stonden een puur empirische methode voor bij het onderzoek naar taal en taalverandering.
De eerste aanzet tot deze nieuwe beweging werd gegeven door Karl Brugmann en Berthold Delbrück. Samen schreven zij de Grundriss der Indogermanischen Sprachen. Als manifest van de Neogrammatici wordt Prinzipien der Sprachgeschichte van Hermann Paul beschouwd. Hij stelde dat taal alleen onderzocht kon worden als taal die zich voortdurend ontwikkelt. De Neogrammatici waren dan ook niet zozeer geïnteresseerd in het reconstrueren van oervormen van taal, maar stelden de taal van het heden als basis van hun studie.
Een belangrijk concept van de Neogrammatici was de klankwet: talen ontwikkelden zich volgens wetmatige bewegingen en als het scheen dat er uitzonderingen plaatsvonden dan was dat te verklaren door de wetmatige wijze waarop die uitzonderingen tot stand gekomen waren (een goed voorbeeld van deze denkwijze is de Wet van Verner). Alle taalveranderingen waren dus wetmatig te verklaren.
De Neogrammatici zijn later bekritiseerd omdat ze te veel gefocust zouden zijn op blinde taalveranderingsprocessen. Toch hebben de Neogrammatici een grote invloed gehad op de wetenschap van de taalontwikkeling. Ze formuleerden taalontwikkelingen die later wetenschappelijk onderzocht en getoetst konden worden.
Andere Neogrammatici waren Eduard Sievers, Wilhelm Braune, Karl Verner, Henry Sweet en August Leskien.